# GB (motorfiets)
GB is een historisch Brits merk van motorfietsen.
De bedrijfsnaam was: F. Glassen & Co., G.B. Motor Company, Sydenham, London.
In de eerste jaren van de 20e eeuw gingen veel Britse bedrijven motorfietsen produceren met de toen populaire Belgische en Franse inbouwmotoren. Minerva had daarvoor in Londen zelfs een eigen productiebedrijf. GB gebruikte 3pk-eencilinders maar ook 3½- en 5½pk-V-twins van dit bedrijf en het eerste model werd op de Stanley Show van 1905 getoond. De klant kon kiezen voor een geveerde voorvork en een koppeling, maar er kon ook een zijspan worden geleverd. Ook was er een tricycle met twee achterwielen leverbaar. De normale motorfietsen waren erg lang geconstrueerd, met een wielbasis van 1473 mm. In het laatste productiejaar 1908 bood men 4½pk-Minerva-eencilinders en 5½pk-Zedel-V-twins aan.